# Roberto Raphael Weber
Roberto Raphael Weber (Porto Alegre, 13 de fevereiro de 1926 — Porto Alegre, 3 de dezembro de 2009) foi um médico brasileiro especializado em Medicina do Trabalho, área em que ganhou projeção como membro de associações e como alto funcionário do Ministério do Trabalho, sendo um dos principais responsáveis pela regulamentação das normas de segurança no trabalho previstas pela Consolidação das Leis do Trabalho (CLT).
Filho do médico Ricardo Augusto Weber e de Olga Buratto, formou-se em Medicina na UFRGS em 1951. Sua atividade se insere em um movimento internacional liderado pela OIT desde sua fundação em 1919 e empenhado na redução dos elevados índices de acidentes de trabalho que existiam no início do século XX. No Brasil a preocupação começou a ganhar contornos objetivos com a criação em 1941 da Associação Brasileira para Prevenção de Acidentes, com a reforma da Lei de Acidentes do Trabalho em 1944, e com a atividade do SESI no sentido de estimular nas empresas a criação de comissões internas para prevenção de acidentes, previstas na lei mas largamente negligenciadas na prática. Contudo, a situação nacional só piorava. Se em 1947 haviam sido registrados 124.302 acidentes, em 1956 ocorreram 452.402. Outras iniciativas se sucederam, e em 1966 o governo federal, considerando que a CLT e a lei de 1944 não haviam atendido às expectativas e não haviam dado ao Poder Público os instrumentos necessários para uma eficiente profilaxia dos acidentes e doenças do trabalho, criava a Fundação Centro Nacional de Segurança, Higiene e Medicina do Trabalho (Fundacentro), que passaria a centralizar a atividade governamental estimulando a criação de institutos de pesquisa e centros de educação e divulgação.
Weber trabalhou inicialmente para a Varig, onde teve sucesso em manejar as necessidades específicas da companhia para segurança do trabalho. Depois assumiu a direção da seção do Rio Grande do Sul da Fundacentro, e em 1972 inaugurou o escritório de Porto Alegre. No mesmo ano foi convocado pelo superintendente da Fundacentro para integrar uma comissão de estudos destinada a criar um plano de formação de gestores e quadros técnicos para os Serviços de Segurança e Medicina do Trabalho, uma exigência imposta pela Portaria nº 3.236. Na gestão de Arnaldo Prieto (1974-1979) no Ministério do Trabalho, Weber foi indicado diretor da Secretaria de Saúde e Higiene do Trabalho. Em 1977 ocorreu uma mudança no Capítulo V da CLT, relativo à segurança e salubridade, e foi necessário elaborar a regulamentação para sua implementação e unificar as múltiplas portarias normatizadoras então em vigor, que conflitavam entre si e causavam dificuldades de aplicação. Prieto encarregou Weber de organizar esse processo em nome do Ministério.
Weber reuniu uma comissão com técnicos da Fundacentro e outros colaboradores, e com ela produziu as chamadas Normas Regulamentadoras (NRs), inspiradas na regulamentação produzida para as obras da Usina de Itaipu, e oficializadas na Portaria nº 3.214, de 1978, contendo 28 normas que detalhavam todos os temas previstos no Capítulo V da CLT, incluindo exames médicos; riscos ambientais; comissões de prevenção; serviços especializados; equipamentos de proteção; edificações; instalações e serviços elétricos; transporte, manuseio e armazenagem de materiais; máquinas e equipamentos; atividades e operações perigosas; ergonomia; trabalhos a céu aberto; resíduos industriais; incêndios; sinalização de segurança; inspeções; fiscalização e penalidades, e vários outros tópicos relacionados.
Embora o principal crédito pelas NRs seja dado em geral ao ministro Prieto, a atuação de Weber tem sido reconhecida como de grande importância como o principal agente técnico e organizador do Ministério. As NRs constituíram um relevante marco na história da segurança e salubridade laboral brasileira, e conseguiram, junto com outras medidas e programas, reduzir de maneira muito significativa os acidentes e doenças do trabalho. Em 1972 havia sido registrada uma taxa de 18,5% de acidentes em relação ao total de trabalhadores, e em 1993 o índice havia baixado para 1,8%. Segundo Alexandre Gusmão, diretor da Revista Proteção, "a legislação e o grande boom de crescimento [neste setor] veio somente no final da década de 1970, com a criação das Normas Regulamentadoras, por meio do trabalho do doutor Roberto Raphael Weber, que era secretário de Saúde e Segurança do Trabalho na gestão do então Ministro do Trabalho Arnaldo Prieto, que foi o pai das NRs". Para Martina Wartchow, "a elaboração das primeiras 28 Normas Regulamentadoras [...] deu início a uma revolução da Segurança e Saúde no Trabalho no país. As consequências positivas vêm sendo constatadas ao longo dos anos, não somente na queda das assustadoras estatísticas, mas, também, no incentivo à construção de uma cultura prevencionista dentro das empresas, na formação de profissionais do segmento e na evolução do mercado de equipamentos e serviços voltados à proteção dos trabalhadores".
Depois passou a desenvolver programas de segurança em todo o país e exercer atividades pela defesa dos trabalhadores. Também foi um dos fundadores da Unimed Porto Alegre, um dos fundadores da Sociedade Gaúcha de Medicina do Trabalho, da qual foi eleito primeiro presidente, e desempenhou um papel relevante na Associação Nacional de Medicina do Trabalho, participando de sua fundação em 1968 e ocupando um posto na Diretoria como segundo tesoureiro, permanecendo na função até 1975. De 1976 a 1977 foi vice-presidente para a Região Sul e entre 1980 e 1985 foi membro do Conselho Consultivo.
Foi casado com Rosalda Alice Kokemper, gerando cinco filhos: Suzana Helena, Roseane Maria, Miriam Cristine, Pedro Luís e Paulo Ricardo. Em seu obituário no Jornal de Santa Catarina foi chamado de "um dos pais das NRs", e o portal Saúde e Segurança do Trabalho o chamou de "um dos principais expoentes da Medicina do Trabalho no país". Lô Galasso, autora de um livro sobre a trajetória da Associação Nacional de Medicina do Trabalho, o considerou "figura de destaque na história da segurança e saúde do trabalho". A Associação mantém em seu portal uma página em sua homenagem, onde foi elogiado por René Mendes, antigo colega: "O médico do trabalho Roberto Raphael Weber teve uma vida pessoal e profissional digna, longa e rica, tendo vivido 83 anos. Como bom gaúcho e descendente de alemães, fez-se pelo trabalho, pela obstinação, pela disciplina, em época de auto-didatismo e de baixo reconhecimento da Medicina do Trabalho. [...] O estudo, o desenvolvimento e a elaboração das versões originais das Normas Regulamentadoras tiveram o entusiasmo, a garra, a determinação de Weber, um sonhador comprometido, que em Porto Alegre, Rio de Janeiro, São Paulo ou Brasília, somente pensava naquilo, dia e noite".